# Rumänische Fußballmeisterschaft 1931/32
Die Endrunde um die Rumänische Fußballmeisterschaft 1931/32 wurde vom 5. Juni bis zum 10. Juli 1932 durchgeführt. Die Sieger der fünf regionalen Ligen ermittelten im K.-o.-System den rumänischen Meister. Dabei wurde jeweils nur ein Spiel durchgeführt, im Falle eines Unentschiedens fand ein Wiederholungsspiel statt. Meister wurde Venus Bukarest, das im Finale Titelverteidiger UDR Reșița besiegen konnte.
Die rumänische Fußballmeisterschaft fand in dieser Form im Jahr 1932 das letzte Mal statt. Durch Gründung der Divizia A wurde der Meister in der Folgezeit im Ligasystem ermittelt.

## Teilnehmer
| Region | Sieger              |
| ------ | ------------------- |
| Nord   | Crișana Oradea      |
| Ost    | Makkabi Czernowitz  |
| Süd    | Venus Bukarest      |
| Mitte  | Mureșul Târgu Mureș |
| West   | UDR Reșița          |

## Ergebnisse

### Vorrunde
|                     | Ergebnis  |                |
| ------------------- | --------- | -------------- |
| Mureșul Târgu Mureș | 2:0 (1:0) | Crișana Oradea |

### Halbfinale
|                | Ergebnis  |                     |
| -------------- | --------- | ------------------- |
| Venus Bukarest | 5:0 (3:0) | Makkabi Czernowitz  |
| UDR Reșița     | 8:2 (3:1) | Mureșul Târgu Mureș |

### Finale
|                | Ergebnis  |            |
| -------------- | --------- | ---------- |
| Venus Bukarest | 3:0 (1:0) | UDR Reșița |